# Тарло, Ян (чашник коронный)
Ян Тарло (? — 1550) — польский государственный деятель, кравчий великий коронный (1522—1546), подчаший великий коронный (1546—1550), чашник великий коронный (1550), староста пильзновский.

## Биография
Представитель польского шляхетского рода Тарло герба «Топор». Сын старосты дроговиского Станислава Тарло (ум. после 1515) и Маргариты Магиеры. Братья — епископ пшемысльский Станислав Тарло (ок. 1480—1544), войский львовский Павел Тарло (ум. 1553) и каштелян радомский Габриель Тарло (ум. 1565).
В 1522 году Ян Тарло получил звание кравчего великого коронного, в 1546 году стал подчашим великим коронным. В 1550 году Ян Тарло был назначен чашником великим коронным.
Был женат на Дороте Тарновской (ум. до 1540), дочери каштеляна садецкого Яна Тарновского (ум. 1527), от брака с которой имел двух сыновей и двух дочерей:
- Ян Тарло (ум. 1587) — секретарь королевский, каштелян малогощский и радомский, воевода люблинский
- Николай Тарло (ум. 1571), секретарь королевский, хорунжий сандомирский, подчаший польской королевы Барбары
- Анна Тарло, жена хорунжего галицкого Станислава Фредруса Гербурта
- Эльжбета Тарло, жена гетмана великого коронного Ежи Язловецкого-Монастырского (1510—1575).